# Hilarempis mediana
Hilarempis mediana är en tvåvingeart som beskrevs av Collin 1933. Hilarempis mediana ingår i släktet Hilarempis och familjen dansflugor. Inga underarter finns listade i Catalogue of Life.